# Johan Edman
Johan Viktor Edman (Svédország, Värmland megye, Säffle, 1875. március 29. – Svédország, Värmland megye, Torsby, 1927. augusztus 29.) olimpiai bajnok svéd kötélhúzó.
Az 1912. évi nyári olimpiai játékokon indult kötélhúzásban svéd színekben. A Stockholmi Rendőrség csapatában volt tag. Rajtuk kivül csak a brit csapat, a Londoni Rendőrség indult, így csak egy mérkőzés volt, amit ők nyertek.